# André Marcot

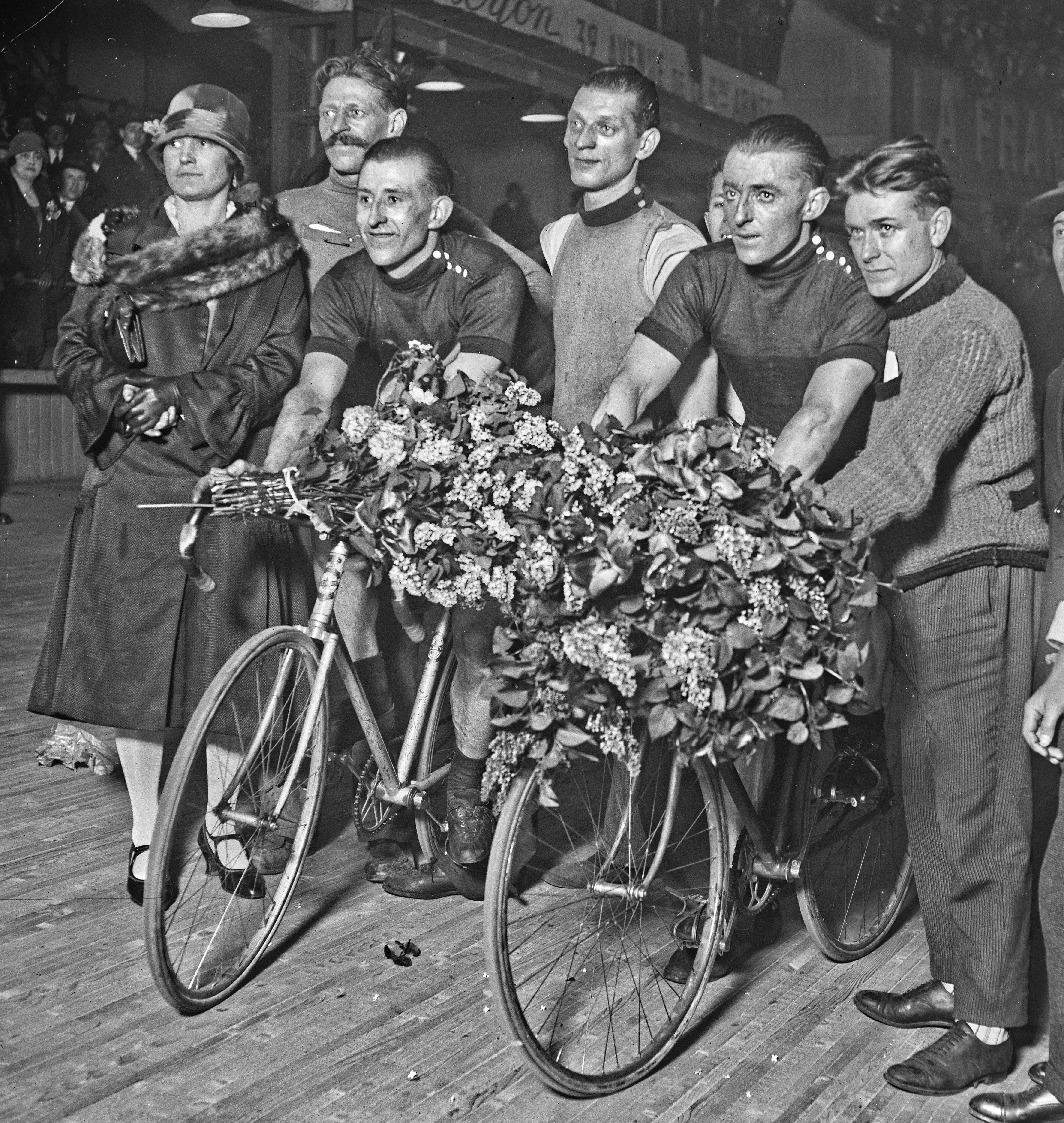
Étienne Putzeys et André Marcot, Six Jours de Paris1926.

André Marcot, né le 1er mai 1897 à Moyemont et mort le 9 juillet 1990 à Créteil, est un coureur cycliste français, spécialiste de la piste, de la course à l'américaine et des courses de six jours.

## Biographie
Fils de cultivateur, il passe sa jeunesse à Thaon-les-Vosges. Membre du Cycle-Club de Thaon-les-Vosges, il commence à courir à 16 ans. Sa première course de club en 1913 est une victoire. Et, dès l'année suivante, il se lance dans les courses sur route régionales de plus d’importance et y figure toujours honorablement.
Pendant la première guerre mondiale, il est incorporé le 11 janvier 1916, au 11e régiment du génie; il est grièvement blessé à Vaux (Aisne), le 1er juin 1918, un éclat d’obus lui brise l’omoplate droite. Démobilisé en septembre 1919, il prend, avec son frère, la direction d’un commerce de vins. Il s'en va à Belfort, où on le voit dans toutes les courses sur route : d’où son appellation de « belfortain ».
Il décide de tenter sa chance à Paris, où Paul Didier est son précieux conseiller. Il débute au Vél’ d’Hiv’ en janvier 1923 où il forme avec Didier, une équipe de tandem, lors du prix Arthur Linton, puis gagne le prix Paul Bourotte.
Les courses à l’américaine, qui commencent à devenir à la mode, ne tardent pas à le séduire. Il délaisse un peu la vitesse, pour se lancer dans la course par équipes. Il est vainqueur en 1924 de l'américaine des Cinq Nations et de l'américaine des As au Vél' d'Hiv', avec Joseph Baron, des 24 heures de Bordeaux en 1925, puis du prix Miller-Waller à Buffalo, il forme pendant longtemps, avec Joseph Baron une équipe qui triomphe un peu partout, en province ou à l’étranger. De mars à octobre 1925, André Marcot remporte quarante épreuves sur piste.
André Marcot s’associe, dès 1924, à différents coureurs pour s’engager sur des courses de six jours. En 1924, avec Joseph Baron, ils finissent 11e des six jours de Paris. En 1925, il abandonne.
En 1926, il s’associe avec le belge Étienne Putzeys, pour les Six Jours de Paris et termine deuxième,. En 1927, il finit 12e avec Gabriel Marcillac aux six jours de Bruxelles et  11e avec l'allemand Erich Junge, Putzeys ayant abandonné aux six jours de Paris,. Il fait 4e aux Six Jours de Stuttgart avec Alexis Blanc-Garin la même année. En 1928, 11e toujours avec Alexis Blanc-Garin, aux Six jours de Paris. En 1929, il se classe 7e avec Georges Coupry, René Vandenhove ayant abandonné. La même année il finit 4e aux six Jours de Saint-Étienne avec René Vandenhove.
André Marcot se spécialise aussi dans les courses à l’américaine, associé à  Georges Faudet, Alexis Blanc-Garin et René Vandenhove.
Victime d’une grosse chute dans le Prix Dupré-Lapize au Vélodrome d'Hiver, en janvier 1930, il est contraint de mettre un terme à sa carrière. Il ouvre, quelque temps plus tard, un magasin d'armes de chasse et de coutellerie à La Varenne-Saint-Hilaire,,.

## Palmarès
- 1920 :
  - Champion des Vosges sur route
- 1922 :
  - 2e  Critérium du Ballon d'Alsace
- 1924 :
  - américaine des Cinq Nations
  - américaine des As
  - 3e Grand Prix d'Angers
- 1926
  - 2e des six jours de Paris avec  Etienne Putzeys
  - 3e à Prix Goullet-Fogler avec Joseph Baron
- 1928 :
  - 3e du Prix du Salon avec Georges Vandenhove
  - 24 heures de Saint-Etienne avec Georges Vandenhove[21]
- 1929 :
  - 2e du  Prix Dupré-Lapize
  - Grand Prix de Landivisiau[22]
  - Coupe André Hesse à La Rochelle[22]

## Vie privée
Il se marie le 21 avril 1927 avec Rolande Nolot, secrétaire de Robert Desmarets,. Ils font construire un pavillon à La Varenne-Saint-Hilaire,,. Ils ont eu une fille Yveline (1928-2017),.